# Jeseň (vojenský újezd Hradiště)
Jeseň (německy Gässing) je zaniklá vesnice ve vojenském újezdu Hradiště v okrese Karlovy Vary. Ležela v Doupovských horách asi 5,5 kilometru od Podbořanského Rohozce v nadmořské výšce okolo 720 metrů.

## Název
Název vesnice je odvozen z výrazů jasan nebo jesení (jasanový porost). V historických pramenech se jméno vyskytuje ve tvarech: Geßing (1584), Giesyn (1601), Gesenj (1615), Geßung (1656), Gäßsing (1736), Geßing (1787), Gässing (1846), Jeseň nebo Gessing (1848) a Jeseň nebo Gässing (1854).

## Historie
První písemná zmínka o vesnici je z roku 1584 a nachází se v jírovské pozemkové knize. Po třicetileté válce ve vsi podle berní ruly z roku 1654 žili tři sedláci, jeden chalupník a jeden poddaný bez pozemků. Pěstovali žito, ale hlavními zdroji obživy bývaly chov dobytka a výroba příze. Krátce poté byla Jeseň připojena ke krásnodvorskému panství Heřmana Černína z Chudenic, u kterého zůstala až do zrušení patrimoniální správy.
Mezi lety 1787 a 1847 se počet domů ve vsi zvýšil ze šestnácti na 23. Děti chodívaly do školy v Lochotíně, kde bylo také sídlo farnosti. V samotné Jeseni bývala hospoda s trafikou a ve dvacátém století přibyla druhá hospoda s řeznictvím a obchod s potravinami. Řemeslo provozovali krejčí, švec, truhlář a kolář. Obec zaměstnávala pasáka ovcí a koz, který zároveň sloužil jako obecní sluha. Obyvatelé si přivydělávali výrobou holí, košťat a jiných dřevěných nástrojů a mnozí se věnovali hudbě.
Východně od Jeseně býval velký rybník, ze kterého vytékala řeka Liboc a v roce 1883 byl postaven vodovod, který odsud přiváděl vodu do Kadaně. Ve vsi samotné však domovní studny často vysychaly a jediná obecní studna na návsi pro potřeby obyvatel nestačila. Nebyla sem zavedena ani elektřina. Po vysídlení Němců v Jeseni roku 1947 žilo 33 obyvatel.
Jeseň zanikla vysídlením v důsledku zřízení vojenského újezdu během druhé etapy rušení sídel. Úředně byla zrušena k 31. srpnu 1953.

## Přírodní poměry
Jeseň stávala na rozhraní katastrálních území Radošov u Hradiště a Tureč u Hradiště v okrese Karlovy Vary, asi pět kilometrů severozápadně od Valče. Nacházela se v nadmořské výšce okolo 720 metrů na jihovýchodním úpatí Mlýnského vrchu (814 metrů). Oblast leží v jihovýchodní části Doupovských hor, konkrétně v jejich okrsku Hradišťská hornatina. Půdní pokryv tvoří kambizem eutrofní.
V rámci Quittovy klasifikace podnebí Jeseň stála v chladné oblasti CH7, pro kterou jsou typické průměrné teploty −3 až −4 °C v lednu a 15–16 °C v červenci. Roční úhrn srážek dosahuje 850–1000 milimetrů, sníh zde leží 100–120 dní v roce. Mrazových dnů bývá 140–160, zatímco letních dnů jen 10–30.

## Obyvatelstvo
Při sčítání lidu v roce 1921 zde žilo 185 obyvatel (z toho 94 mužů), z nichž bylo 183 Němců a dva cizinci. Kromě jednoho evangelíka se hlásili k římskokatolické církvi. Podle sčítání lidu z roku 1930 měla vesnice 154 obyvatel německé národnosti a římskokatolického vyznání.
|           | 1869 | 1880 | 1890 | 1900 | 1910 | 1921 | 1930 | 1950 |
| --------- | ---- | ---- | ---- | ---- | ---- | ---- | ---- | ---- |
| Obyvatelé | 186  | 193  | 185  | 170  | 180  | 185  | 154  | 54   |
| Domy      | 29   | 31   | 31   | 35   | 36   | 36   | 33   | 33   |

## Obecní správa
V roce 1850 se Jeseň stala obcí v okrese Kadaň. Při sčítání lidu v letech 1868 a 1880 byla osadou Mětikalova, ale poté se opět osamostatnila.